# Saltuarius kateae
Espèce
Saltuarius kateae est une espèce de gecko de la famille des Carphodactylidae.

## Répartition
Cette espèce est endémique de Nouvelle-Galles du Sud en Australie. 

## Description
Cette espèce atteint au maximum 105 mm sans la queue.

## Étymologie
Cette espèce est nommée en référence à Kate Couper, la femme de Patrick J. Couper, pour son soutien durant les recherches de ce dernier.

## Publication originale
- Couper, Sadlier, Shea & Worthington Wilmer, 2008 : A Reassessment of Saltuarius swaini (Lacertilia: Diplodactylidae) in Southeastern Queensland and New South Wales; Two New Taxa, Phylogeny, Biogeography and Conservation. Records of the Australian Museum vol. 60, p. 87-118 (texte intégral).